# روح‌الله حجازی
روح‌الله حجازی (زادهٔ ۱۲ فروردین ۱۳۵۸) کارگردان و فیلم‌نامه‌نویس اهل ایران است. وی دارای مدرک فوق لیسانس رشتهٔ کارگردانی از وزارت فرهنگ و ارشاد اسلامی است. حجازی فعالیت سینمایی خود را با کارگردانی فیلم‌های کوتاه آغاز کرد. اولین فیلم سینمایی او در میان ابرها (۱۳۸۶) بود.

## فیلم‌شناسی

### کارگردان
- نوبت لیلی (۱۴۰۰)
- روشن (۱۳۹۸)
- اتاق تاریک (۱۳۹۶)
- هیهات (۱۳۹۴)
- مرگ ماهی (۱۳۹۳)
- سپید به رنگ مروارید
- سرخ به رنگ عقیق
- سبز به رنگ زمرد (۱۳۹۳)
- زندگی مشترک آقای محمودی و بانو (۱۳۹۱)
- ستاره (فیلم تلویزیونی) (۱۳۹۱)
- سایه (فیلم تلویزیونی) (۱۳۹۱)
- سپیده (فیلم تلویزیونی) (۱۳۹۰)
- زندگی خصوصی آقا و خانم میم (۱۳۹۰)
- در میان ابرها (۱۳۸۶)
- اگر باران ببارد (فیلم تلویزیونی) (۱۳۸۶)
- ماه جبین (فیلم تلویزیونی) (۱۳۸۴)

### تهیه‌کننده
- نوبت لیلی (۱۴۰۱_۱۴۰۰)
- روشن (۱۳۹۹)
- اتاق تاریک (۱۳۹۶)
- مرگ ماهی (۱۳۹۳)

### نویسنده
- نوبت لیلی (۱۴۰۰-۱۴۰۱)
- روشن (۱۳۹۹)
- اتاق تاریک (۱۳۹۶)
- مرگ ماهی (۱۳۹۳)
- هیهات (۱۳۹۴)

### سرمایه‌گذار
- اتاق تاریک (۱۳۹۶)
- مرگ ماهی (۱۳۹۳)

## جوایز
- نامزد جایزه بزرگ جشنواره بین‌المللی فیلم مونترآل برای فیلم زندگی خصوصی آقا و خانم میم ۲۰۱۳
- نامزد جایزه بزرگ هیئت داوران چشم‌انداز نو جشنواره بین‌المللی فیلم پام اسپرینگز ۲۰۰۹
- سیمرغ بلورین بهترین فیلم بخش هنر و تجربه برای فیلم در میان ابرها ۲۰۰۸